# Alireza Mashayekhi
Alireza Mashayekhi (født 1940 i Teheran, Iran) er en iransk komponist, dirigent og musiker.
Mashayekhi studerede komposition på Universitetet for Musik og Udøvende Kunst i Wien, og herefter elektronisk musik og computermusik på Musikkonservatoriet i Utrecht i Holland. Han har skrevet otte symfonier, orkesterværker, kammermusik, koncertmusik, klaverstykker, elektronisk musik, musik for computer etc. Mashayekhi er en af de første betydningsfulde iranske komponister i klassisk musik. Han komponere i en syntese af mange forskellige inspirationer fra romantisk klassisk musik over iransk folklore med persiske rytmer, til atonalitet, avantgarde og elektronisk musik. Mashayekhi var den første pioner til at indfører elektronisk musik i Iran. Han etablerede i 1995 Det Iranske Orkester for Ny Musik, og opførte en del af sine egne og andre iranske komponisters værker som dirigent. Mashayekhi var også banebrydende med sin computermusik.

## Udvalgte værker
- Symfoni nr. 1 (?) - for orkester
- Symfoni nr. 2 "Teheran" (1977) - for orkester
- Symfoni nr. 3 "En gammeldags Symfoni" (1980) - for computer
- Symfoni nr. 4 "Zagros" (2007) - for orkester
- Symfoni nr. 5 "Persisk" (2009) - for orkester
- Symfoni nr. 6 (1996) - for obo og orkester
- Symfoni nr. 7 (?) - for orkester
- Symfoni nr. 8 (?) - for klaver og orkester